# Lake Boehmer
Lake Boehmer ist ein im Jahr 2003 entstandener See in der Nähe der Stadt Imperial, Texas. 

## Entstehung
Der Lake Boehmer, benannt nach dem früheren Eigentümer des Landes an der Stelle – Bernard Boehmer – entstand aus einer aufgegebenen Ölbohrung. Das Land sackte durch die Entnahme von Öl und Gas ab, und aus der Bohrung strömte Grundwasser an die Oberfläche. Das Wasser ist sehr salzhaltig und mit Kohlenwasserstoffen kontaminiert. 
Die Region um den Lake Boehmer wurde über 2½ Jahre durch die Satelliten Sentinel-1A / B überwacht. In dieser Zeit zeigten die Satellitenradarbilder eine Absenkung des Gebiets um etwa 2 bis 3 Zentimeter. Die Straße 1053 in der Nähe des Sees sinkt so schnell, dass sie wegen Sicherheitsbedenken im August 2016 gesperrt wurde.